# Thespieus
Thespieus är ett släkte av fjärilar. Thespieus ingår i familjen tjockhuvuden.

## Bildgalleri

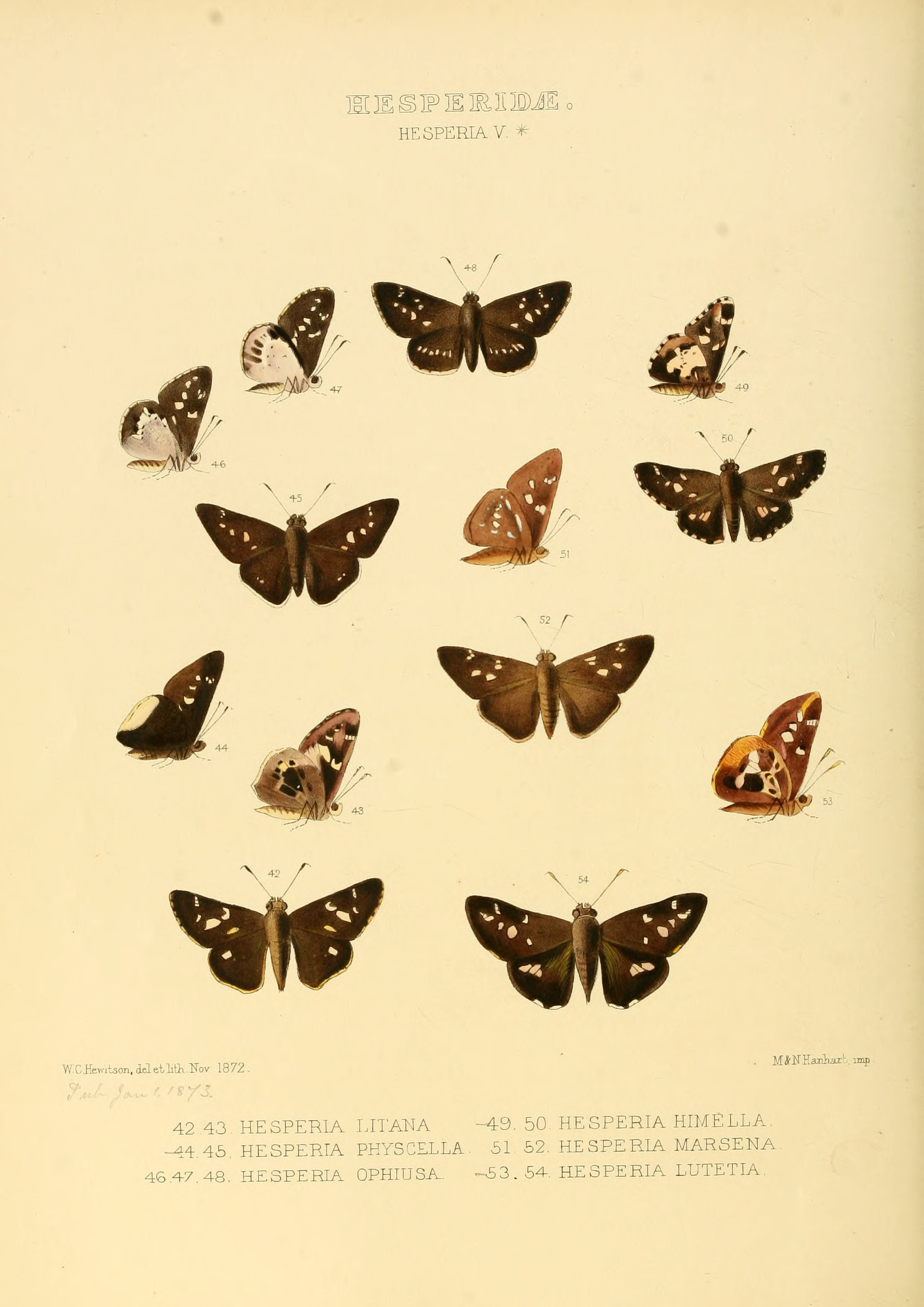
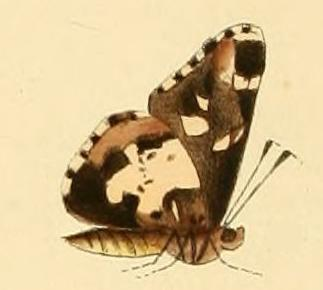
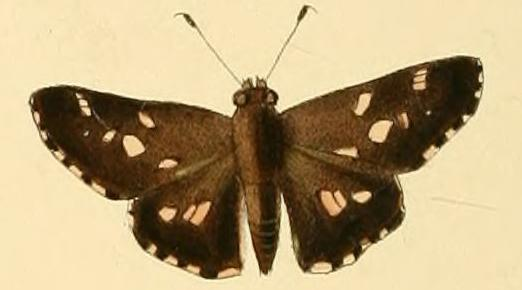
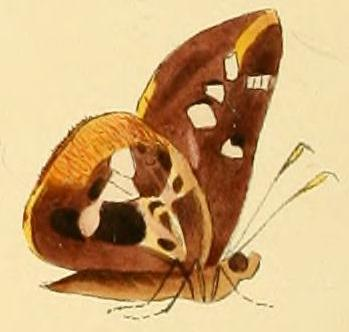
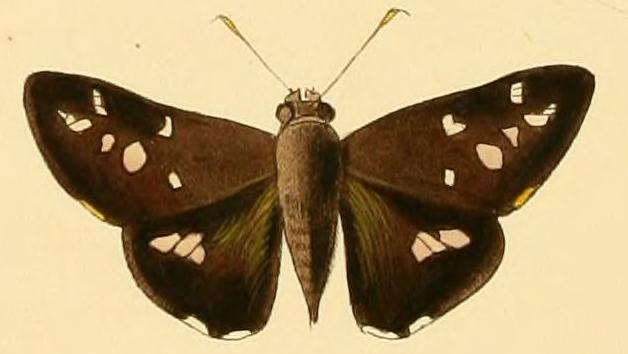

## Dottertaxa tillThespieus, i alfabetisk ordning[1]
- Thespieus abativa
- Thespieus abauna
- Thespieus argentina
- Thespieus aspernatus
- Thespieus bogotana
- Thespieus cacajo
- Thespieus calus
- Thespieus caraca
- Thespieus castor
- Thespieus catochra
- Thespieus chlorocephala
- Thespieus cicus
- Thespieus dalman
- Thespieus dissultus
- Thespieus duidensis
- Thespieus emacareus
- Thespieus ethemides
- Thespieus fulvangula
- Thespieus guerreronis
- Thespieus hallia
- Thespieus haywardi
- Thespieus hieroglyphica
- Thespieus himella
- Thespieus homochromus
- Thespieus inez
- Thespieus jora
- Thespieus lutetia
- Thespieus macareus
- Thespieus marsa
- Thespieus matucanae
- Thespieus moneraspernatus
- Thespieus ninus
- Thespieus opigena
- Thespieus othna
- Thespieus ovallei
- Thespieus pampa
- Thespieus paula
- Thespieus perornatus
- Thespieus peruviae
- Thespieus pinda
- Thespieus superior
- Thespieus tapayuna
- Thespieus thona
- Thespieus tihoneta
- Thespieus tinka
- Thespieus vividus
- Thespieus xarina
- Thespieus xarippe